# Sandrine Roudeix
Pour les articles homonymes, voir Roudeix.
Sandrine Roudeix est une écrivaine, scénariste et photographe française, née à Toulouse le 9 septembre 1974 .

## Biographie
D'origine espagnole par son arrière-grand-mère, Sandrine Roudeix grandit à Toulouse. Après un bac scientifique et une classe préparatoire HEC, elle intègre une école supérieure de commerce à Bordeaux, l’INSEEC, tout en étudiant les lettres modernes en candidat libre à l'université Montaigne.
En 1995, elle part six mois au Congo Brazzaville pour la Mission économique écrire une monographie publiée aux éditions du Centre français du commerce extérieur. De 1996 à 2003, elle travaille comme responsable marketing pour les collections de poche de littérature française et étrangère Folio (Gallimard), 10/18 et Points (Seuil), avant de décider en 2003 de changer de voie. Elle quitte le monde du marketing et part voyager au Pérou, en Nouvelle-Calédonie, au Brésil, au Sénégal, en Inde et en Thaïlande, avant de devenir journaliste au Nouvel Observateur et Livres Hebdo, puis reporter-photographe au Journal du Dimanche de 2004 à 2008, ce qui lui permet notamment de réaliser des reportages avec texte et photos, envoyée spéciale à Kaboul et Dakar.
Elle démissionne du Journal du dimancheen 2008 pour se consacrer à l'écriture, tout en poursuivant son travail de photographe portraitiste indépendante pour Madame Figaro, Le Point, Le Figaro Magazine, L’Équipe et Femme Actuelle.
Elle publie son premier roman en 2010, Attendre],, aux éditions Flammarion, sorti en poche en 2012 aux éditions J’ai Lu et couronné du Prix E.Leclerc/Télé7jours. Elle reçoit le Prix L’Autre Page (prix des psychanalystes) pour son deuxième roman, Les Petites Mères], paru en 2012 aux éditions Flammarion, qui aborde les questions d'émancipation et d'héritage familial et social au cœur de tous ses livres,. Pendant l’année scolaire 2012-2013, elle est accueillie en résidence d’artiste en Seine-Saint-Denis et mène avec les adolescents du collège Pierre-Sémard de Bobigny un projet d’exposition de photos et de textes, Regards croisés, exposé à la Médiathèque Elsa Triolet. En 2014, elle écrit une pièce de théâtre éphémère La Vie comme elle va autour du village du Caylar dans l'Hérault, en collaboration avec le metteur en scène Fabien Bergès.
En mars 2015, elle publie son troisième roman, Diane dans le miroir aux éditions Mercure de France (Gallimard), dans lequel elle se glisse dans la peau de la photographe américaine humaniste et féministe Diane Arbus. En 2017, elle expose au Yellow Korner de Beaubourg une série de portraits d’artistes « Sur la route des métiers d’art » qui donne lieu à un livre en 2018, Le Tour de France des Métiers d’art, publié aux éditions de La Martinière.
Après avoir repris des études à la Fémis en 2016, elle devient scénariste et co-écrit en 2018, avec la romancière Murielle Magellan, un premier scénario de fiction : Moi, grosse, tiré de l’essai On ne nait pas grosse  de Gabrielle Deydier, pour un film un 90 minutes diffusé sur France 2 en 2019.
En janvier 2021, elle publie Ce qu'il faut d'air pour voler aux éditions Le Passage, un roman autobiographique sur la construction du lien mère-fils de la naissance à l'âge adulte (et le blues des parents lorsque l'enfant, devenu grand, quitte la maison familiale), largement salué par la critique. Continuant de creuser ses thèmes fétiches, les liens intimes, la quête d'identité, le poids des origines familiales et l'émancipation féminine, elle publie en 2022 son cinquième roman Pas la guerre, une histoire d'amour entre deux jeunes d'origines culturelles différentes qui vont se mettre à nu au cours d'une nuit pas comme les autres.

## Œuvres

### Romans
- Attendre, Éditions Flammarion, 2010  (ISBN 2081232030) ; Éditions J’ai Lu, 2012  (ISBN 2290036153)
- Les Petites Mères, Éditions Flammarion, 2012  (ISBN 2081277689)
- Diane dans le Miroir, Éditions Mercure de France, 2015  (ISBN 2715238290)
- Ce qu'il faut d'air pour voler, Éditions Le Passage, 2021  (ISBN 2847424555)
- Pas la guerre, Éditions Le Passage, 2022  (ISBN 2847424776)

### Scénarios
- Moi, grosse, coécrit avec Murielle Magellan, adapté du livre "On ne nait pas grosse" de Gabrielle Deydier (éditions de la Goutte d'or), produit par Barjac Production, Diffusion France 2, 2018.
- Mon Tyran, produit par Barjac Production, 2018.
- En avant, Django, coécrit avec Thomas Perrier, produit par Kien Production, 2018.
- Maman dans la rue, coécrit avec Catherine Siguret, inspiré du témoignage de Laurine Boutry, produit par Cinétévé, 2019.
- La Pilule est amère, coécrit avec Murielle Magellan, adapté du livre "La Pilule est amère" de Marion Larat (éditions Stock), produit par Scarlett, 2019.
- Ingrid, coécrit avec Murielle Magellan et Bourlem Guedjou, produit par Incognita, 2020.
- Ce qu'il faut d'air pour voler, produit par Ping&Pong, 2021.

### Documents
- Le Congo, Brazzaville, Éditions du Centre Français du Commerce Extérieur, 1995  (ISBN 2-279-411016)
- Le Pouvoir de la Conviction, Paris, Éditions de l’Archipel, 2014  (ISBN 978-2- 8098-1687-7)

### Livres photos
- Réussir, quand le travail et l’enthousiasme soulèvent les montagnes, Paris, Éditions Le Parisien, 2010  (ISBN 9782354650063)
- Le Jardin Secret des Stars, Paris, Éditions Flammarion, 2012  (ISBN 2706600411)
- Le Tour de France des Métiers d'Art, Éditions de la Martinière, 2018  (ISBN 9782732486499)

### Expositions
- Écrivains en état de siège, La Closerie des Lilas, Le Salon du Livre de Paris, Paris, 2008.
- Réussir, Quand le travail et l’enthousiasme soulèvent les montagnes, Le Presse Club de France, Paris, 2009.
- Intersections romanesques, La Bellevilloise, Paris Photo, 2011.
- Regards croisés, Médiathèque Elsa Triolet, Bobigny, 2014.
- Sur la route des métiers d'art, YellowKorner Beaubourg, Paris, 2017.
- Femmes inspirantes, Mairie de Saint-Maur-les-Fossées, 2021
- Ma Famille & moi, Médiathèque Colette, Epinay-sur-Seine, 2021
- Mères & Fils, L'envol, La Capsule95, Le Bourget, 2022